# الأمر بالمثول أمام القضاء

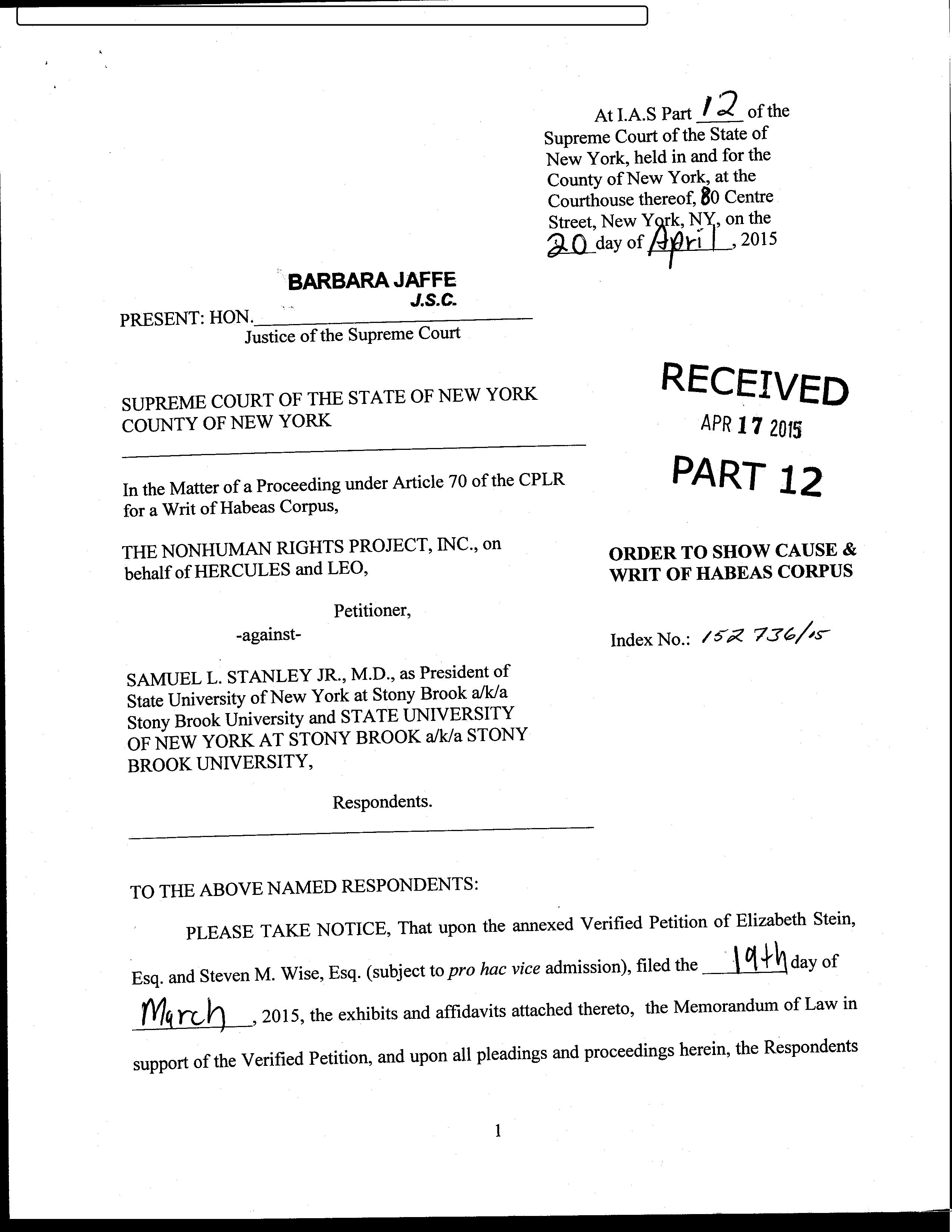

الأمر بالمثول أمام القضاء (تعني بلاتينية العصور الوسطى «[نحن، المحكمة، نأمر] أن تجلب [الشخص الموقوف أمامنا]» هي حق الرجوع الذي يمكن لشخص من خلاله التبليغ عن حجز تعسفي للمحكمة وأن يطلب من المحكمة أن تأمُر الوصي على الشخص، والذي عادًة ما يكون مسؤول السجن، أن يجلب السجين إلى المحكمة، لاتخاذ قراٍر في ما إذا كان الحجز قانونيًا.
يُعرف أمر المحكمة بالمثول أمام القضاء بأنه «أمر قوي وفعال في جميع أنواع الحجز غير القانوني». وهو استدعاء بقوة الحكم القضائي؛ يُعَنون إلى الوصي (مسؤول السجن مثلًا) ويطلب إحضار السجين أمام المحكمة، وأن يُقدم الوصي إثباتًا على سلطته القانونية لاحتجاز السجين. ويجب إطلاق سراح السجين في حالة كون الوصي يتصرف خارج نطاق سلطته. وباستطاعة أي سجين أو شخص أخر يتصرف بالنيابة عنه أن يُقدم عريضة للمحكمة، أو للقاضي، للحصول على أمر المثول أمام القضاء. قد يكون هنالك سبب آخر للأمر وهو أن يكون السجين مُحتجزًا في الحبس الانفرادي. وتوفر أغلب سلطات القانون المدني القضائية إصلاحًا لحالة الذين يتم احتجازهم بشكل غير قانوني، ولكنها لا تسمى دائمًا بالأمر بالمثول أمام لقضاء. فعلى سبيل المثال، في بعض البلدان المتكلمة باللغة الإسبانية، الإصلاح الذي يعادل الاحتجاز غير القانوني يعرف باسم حماية الحرية (amparo de libertad).
الأمر بالمثول أمام القضاء له محددات معينة. بالرغم من كون الأمر بالحق ليس أمرًا بالتأكيد. فإنه تقنيًا ليس إلا علاجًا إجرائيًا؛ وهو ضمانٌ ضد أي احتجاز يمنعه القانون، ولكنه لا يحمي بالضرورة حقوقًا أخرى، كاستحقاقه محاكمة عادلة. فإذا كان القانون يسمح بفرض الاعتقال بدون محاكمة، فالأمر بالمثول أمام القضاء في هذه الحالة لا يُعتبر إصلاحًا مفيدًا. وقد يتم تعليق هذا الأمر بشكل مؤقت أو دائمي تحت ذريعة الحرب أو حالة الطوارئ.
الحق في تقديم عريضة للحصول على الأمر بالمثول أمام القضاء والرغم من ذلك تم الاحتفال به لفترة طويلة كأكثر اجراءات الحماية فعالية لحرية الشخص المُستقصى عنه. وقد كتب الخبير القانوني ألبرت فين دايسي بأن قانون المثول أمام القضاء البريطاني «لا يُصرح عن أي مبدأ ولا يُحدد أي حقوق، لكنه ولغايات عملية يساوي مائة مادة دستورية تضمن الحرية الفردية».
الأمر بالمثول هو واحد مما يسمى «استثنائي»، «قانون عام»، «أمر هيمنة»، والذين كانوا يصدرون من قبل المحاكم الإنكليزية باسم العاهل للتحكم في المحاكم الأدنى والسلطات العامة ضمن المملكة. وأكثر أوامر الهيمنة هذه شيوعًا هي «أمر مزاولة عمل بغير حق»، «أمر الحظر»، «أمر الامتثال»، «أمر مضي في الحكم»، «تحويل الدعوى للمراجعة». والإجراءات الضرورية لمثل هذه العرائض ليست فقط مدنية أو جنائية، لأنها تدخل ضمن افتراض عدم السلطة. يجب على المسؤول الذي هو المدعى عليه أن يثبت سلطته لفعل أو عدم فعل شيء ما. وعلى المحكمة أن تتخذ قرارها لصالح مُقدم العريضة في حال فشل المسؤول في الإثبات، ويمكن لمقدم العريضة ان يكون أي شخص، وليس طرفًا مهتمًا فقط. ويختلف هذا عن مذكرة في العملية المدنية التي يجب أن يكون للناقل دور فيها، ويتحمل عبء الإثبات.

## في علم أصول الكلمات
تعني العبارة حرفيًا «[نحن نأمر] بأن تجلب شخص [المحتجز][إلى المحكمة]». وتعني العبارة الكاملة habeas corpus [coram nobis] ad subjiciendum أن «عليك جلب الشخص [أمامنا] لغرض الخضوع (في حالة الاختبار)». هذه كلمات من أوامر في وثيقة أنجلو-فرنسية من القرن الرابع عشر تطلب إحضار شخص أمام القاضي، وبالأخص لتحديد ما إذا كان ذلك الشخص يتم احتجازه بشكل قانوني.
«نأمرك، أن شخص أ.ب في سجننا والمحتجز تحت وصايتك، كما قيل، مع يوم وسبب اخذه واحتجازه، بأي اسم قد يكون أ.ب معروفًا به في الداخل، يجب عليك في محكمتنا... الخضوع وتلقي ما ستراه وتأمر به محكمتنا هناك وآنذاك في ذلك الأمر. وبهذه الطريقة تتجنب خطر العقوبة. واجلب معك هذا الأمر حينها هناك.»

### أمثلة
فيكتوريا بفضل الله، ملكة المملكة المتحدة لبريطانيا العظمى وإيرلندا، المدافعة عن الإيمان، 
إلى ج.ك. حارس سجننا في جيرسي، في جزيرة جيرسي، وإلى جاي.سي. فيكونت الجزيرة المذكورة، تحياتنا.
نأمرك، أن شخص سي.سي.دبليو المحتجز في سجننا تحت وصايتك، كما قيل، مع يوم وسبب أخذه واحتجازه، بأي اسم قد يكون معروفًا به أو ينادى به، في محكمتنا أمامنا، في ويستمينستير، في الثامن عشر من يناير القادم، للخضوع وتلقي جميع وكل ما ستراه وتأمر به محكمتنا هناك وآنذاك في ذلك الأمر. وبهذه الطريقة تتجنب خطر العقوبة. واجلب معك هذا الأمر حينها هناك.

الولايات المتحدة الأمريكية، محكمة الاستئناف بالولايات المتحدة للدائرة الثانية، المنطقة الجنوبية من نيويورك:
نأمرك بجلب شخص تشارلس ل. كريغ المحتجز في سجننا تحت وصايتك، كما قيل، مع يوم وسبب اخذه واحتجازه، سالمًا أمام مارتن ت. مانتون، قاضي دائرة الولايات المتحدة الأمريكية للدائرة القضائية الثانية، ضمن الدائرة والمقاطعة المذكورة آنفًا، لفعل وتلقي جميع تلك الأشياء التي سيراها القاضي المذكور هناك وآنذاك بخصوصه؛ محكمتنا هناك وآنذاك في ذلك الأمر، واجلب معك هذا الأمر حينها هناك.

## أوامر مسماة بشكل مشابه
يستخدم عادًة الاسم الكامل للأمر لتمييزه عن أوامر شبيه قديمة، وتشمل الأوامر التي تحمل أيضًا اسم الأمر بالمثول أمام القضاء:
الحفاظ على الجسم للتوصيل والاستلام Habeas corpus ad deliberandum et recipiendum: أمر جلب متهم من بلد آخر للمحكمة في المكان الذي ارتُكبت فيه الجريمة لغرض المحاكمة، أو بصيغة أكثر حرفيًا لإعادة الاحتفاظ بالشخص لأغراض «مداولة وتسليم» قرار. («تسليم المجرمين»).
أمر المثول للفعل والاستلام Habeas corpus ad faciendum et recipiendum (يُعرف أيضًا بعندما السبب habeas corpus cum causa): أمر من المحكمة العليا للمحكمة إلى الوصي ليعيد الشخص المُحتجز من قبل المحكمة الدنيا «مع أسباب»، لغرض «استلام» قرار المحكمة العليا و «فعل» ما أمرت به.
أمر المثول للمحاكمة Habeas corpus ad prosequendum: هو أمر يأمر بإرجاع السجين لغرض «محاكمته» أمام المحكمة.
أمر المثول للإجابة Habeas corpus ad respondendum: هو أمر يأمر بالإرجاع للسماح للسجين «بالإجابة» على محاضر جديدة امام المحكمة.
أمر المثول للشهادة Habeas corpus ad testificandum: هو أمر يأمر بإرجاع السجين لأغراض «الشهادة»